# Booker (Texas)
Booker és una població dels Estats Units a l'estat de Texas. Segons el cens del 2000 tenia 1.315 habitants.

## Demografia
Segons el cens del 2000, Booker tenia 1.315 habitants, 455 habitatges, i 342 famílies. La densitat de població era de 488,2 habitants/km².
Dels 455 habitatges en un 43,3% hi vivien nens de menys de 18 anys, en un 63,7% hi vivien parelles casades, en un 8,4% dones solteres, i en un 24,8% no eren unitats familiars. En el 23,1% dels habitatges hi vivien persones soles l'11% de les quals corresponia a persones de 65 anys o més que vivien soles. El nombre mitjà de persones vivint en cada habitatge era de 2,79 i el nombre mitjà de persones que vivien en cada família era de 3,29.
Per edats la població es repartia de la següent manera: un 31,6% tenia menys de 18 anys, un 8,2% entre 18 i 24, un 28,8% entre 25 i 44, un 16,8% de 45 a 60 i un 14,5% 65 anys o més.
L'edat mediana era de 33 anys. Per cada 100 dones de 18 o més anys hi havia 90,5 homes.
La renda mediana per habitatge era de 31.696 $ i la renda mediana per família de 39.904 $. Els homes tenien una renda mediana de 28.125 $ mentre que les dones 20.677 $. La renda per capita de la població era de 13.620 $. Aproximadament el 15,8% de les famílies i el 20,5% de la població estaven per davall del llindar de pobresa.

## Poblacions més properes
El següent diagrama mostra les poblacions més properes.